# Havenhoofd (plaats)
Havenhoofd (Flakkees: 't Hoôd) is een dorpje (of gehucht) in de gemeente Goeree-Overflakkee, in de Nederlandse provincie Zuid-Holland. Havenhoofd ligt ongeveer twee kilometer ten noordoosten van Goedereede, en kent 120 huishoudens met 360 inwoners. Aan de noordzijde grenst Havenhoofd aan het natuurreservaat de Kwade Hoek, en een deel van de buurtschap ligt aan een uitloper van het Zuiderdiep. Havenhoofd is grotendeels gelegen langs de weg die van de Haringvlietsluizen via de buitenhaven naar Goedereede loopt.
Voor de afsluiting van het Haringvliet vormde Havenhoofd de toegangspoort tot de havens van Goedereede. Dit was noodzakelijk omdat Goedereede door zandafzetting verder van zee kwam te liggen, en aan het eind van de 18e eeuw ontstond het gehucht Havenhoofd op twee kilometer van het stadje. De eerste melding dateert uit 1753.
Op 25 juli 1934 vond een zware explosie plaats op de in de haven gelegen GO-5. Er vielen drie doden. In de Tweede Wereldoorlog moest het dorp tegen de vlakte vanwege de aanleg van de Atlantikwall. Na de oorlog is het dorpje weer opgebouwd. Na de Watersnoodramp van 1953 is ter beveiliging van Goedereede de haven van die stad afgedamd met een dam bij de buurtschap Havenhoofd, waardoor de schepen niet meer bij het stadje konden komen. In 1958 is ook de haven van Havenhoofd afgedamd en begin jaren 60 verhuisden alle kotters naar de nieuwe Deltahaven nabij de Haringvlietdam. Tot begin 21e eeuw was er nog een bankfiliaal van de Rabobank gevestigd aan het Duinroosplein. Nog altijd heeft het dorpje een eigen school, de Eben-Haëzerschool. Een jaarlijks evenement was het tobbedansen, dat tot circa 2007 elk jaar in juni werd gehouden. Dit trok altijd veel bezoekers naar het dorpje.
Een kleine bezienswaardigheid in het dorp is het beeld De Visserman van de Helvoirtse kunstenaars Jean en Marianne Bremers. De visserman heeft een mand vol vis op zijn schouders. Bij het beeld staat het volgende gedichtje: Op hoop van zegen uitgevaren / Gezwoegd gezweet op wilde baren / De vis wordt duur betaald / Door d'visserman aan wal gehaald. Tot ca. 1950 werd de vis hier op deze wijze aan wal gebracht.